# Tony McNamara
Tony McNamara (Kilmore, Victoria, 1967) es un director de cine, guionista, productor y dramaturgo australiano. Es conocido por sus trabajos como guionista en las películas del cineasta Yorgos Lanthimos, con la película de fantasía científica Poor Things (2023) y el film de comedia oscuraThe Favourite (2018) y por ser el creador de la serie de televisión The Great (2020-2023).

## Biografía y carrera
McNamara nació en Kilmore, Australia, y se educó en Assumption College, Kilmore. Después de carreras en catering y finanzas, McNamara se decidió por una carrera como escritor luego de una visita a Roma. Su educación consistió en estudiar escritura en el Royal Melbourne Institute of Technology y escritura de guiones en la Escuela Australiana de Cine Televisión y Radio.
Después de escribir varios episodios de televisión y obras de teatro, McNamara hizo su debut cinematográfico en 2003 dirigiendo The Rage in Placid Lake, una adaptación de su obra de teatro The Café Latte Kid. Después de esto, McNamara escribió para varios programas de televisión en Australia, sobre todo para The Secret Life of Us, Love My Way, Tangle y Puberty Blues. En 2015, McNamara dirigió su segundo largometraje, la comedia dramática Ashby, protagonizada por Mickey Rourke, Sarah Silverman y Emma Roberts. Un año después, McNamara volvió a la televisión como creador del drama médico Doctor Doctor.
En 2018, McNamara recibió elogios de la crítica por su trabajo como coautor de la película de comedia dramática histórica The Favourite. En 2021, fue guionista junto con Dana Rox de la película remake del personaje de Disney de Cruella de Vil, llamada Cruella. Tras el éxito de esta primera película, se anunció el desarrollo de una secuela en el que McNamara será el encargado también de escribirla.
Desde 2020 hasta 2023, trabajó en su segunda serie como creador, The Great, serie que gira en torno a la vida de la Emperatriz rusa, Catalina la Grande, protagonizada por Elle Fanning y Nicholas Hoult, que se estrenó en Hulu el 15 de mayo de 2020. La serie es la adaptación de su propia obra de teatro. En 2023, se estrenó la película Poor Things, su segunda colaboración con el cineasta Yorgos Lanthimos dónde McNamara es el guionista; película por la cual recibió su segunda nominación a los Premios Óscar en la categoría de mejor guion adaptado.
En abril de 2024, fue anunciado un remake de la película de 1989, La guerra de los Rose, dirigida por Jay Roach desde el guion de McNamara y protagonizada por Olivia Colman y Benedict Cumberbatch. The Roses será estrenada en 2025.

## Vida personal
McNamara tiene un hijo de su primer matrimonio, y desde 2009 está casado con la actriz australiana Belinda Bromilow. La pareja tiene dos hijos en común.

## Filmografía

### Cine
| Año                | Película                | Ocupación                   | Notas        |
| ------------------ | ----------------------- | --------------------------- | ------------ |
| 1995               | The Beat Manifesto      | Guionista                   | Cortometraje |
| 2003               | The Rage in Placid Lake | Director, guionista         |              |
| 2015               | Ashby                   | Director, guionista         |              |
| 2018               | The Favourite           | Guionista con Deborah Davis |              |
| 2021               | Cruella                 | Guionista con Dana Fox      |              |
| 2023               | Pobres criaturas        | Guionista                   |              |
| 2025               | The Roses               | Guionista                   |              |
| (Fuente: IMDb.com) |                         |                             |              |

### Televisión
| 1993               | All Together Now      | Episodio: "Your Cheatin' Heart" |
| 1997               | Big Sky               | 3 episodios                     |
| 2001–2005          | The Secret Life of Us | 12 episodios                    |
| 2004–2007          | Love My Way           | 7 episodios                     |
| 2008               | Echo Beach            | 2 episodios                     |
| 2008               | Moving Wallpaper      | 1 episodio                      |
| 2008               | Rush                  | 1 episodio                      |
| 2009–2012          | Tangle                | 7 episodios                     |
| 2010–2011          | Spirited              | 3 episodios                     |
| 2011               | Offspring             | Episodio: "Complications"       |
| 2012–2014          | Puberty Blues         | 7 episodios                     |
| 2016–2018          | Doctor Doctor         | Creador, 15 episodios           |
| 2020–2023          | The Great             | Creador, 30 episodios           |
| (Fuente: IMDb.com) |                       |                                 |

## Premios y nominaciones
Premios Óscar
| Año  | Categoría            | Película         | Resultado |        |
| ---- | -------------------- | ---------------- | --------- | ------ |
| 2019 | Mejor guion original | La favorita      | Nominado  | [ 19 ] |
| 2024 | Mejor guion adaptado | Pobres criaturas | Nominado  | [ 14 ] |

Premios Globos de Oro
| Año  | Categoría   | Película         | Resultado | Referencias |
| ---- | ----------- | ---------------- | --------- | ----------- |
| 2018 | Mejor guion | La favorita      | Nominado  | [ 20 ]      |
| 2023 | Mejor guion | Pobres criaturas | Nominado  | [ 21 ]      |

Premios BAFTA
| Año  | Categoría            | Película         | Resultado | Referencias |
| ---- | -------------------- | ---------------- | --------- | ----------- |
| 2018 | Mejor guion original | La favorita      | Ganador   | [ 22 ]      |
| 2023 | Mejor guion adaptado | Pobres criaturas | Nominado  | [ 23 ]      |

Premios de la Crítica Cinematográfica
| Año  | Categoría            | Película         | Resultado | Referencias |
| ---- | -------------------- | ---------------- | --------- | ----------- |
| 2023 | Mejor guion adaptado | Pobres criaturas | Nominado  | [ 24 ]      |

Premios Primetime Emmy
| Año  | Categoría                      | Película  | Resultado | Referencias |
| ---- | ------------------------------ | --------- | --------- | ----------- |
| 2020 | Mejor guion - Serie de comedia | The Great | Nominado  | [ 25 ]      |

Premios de la Sociedad Internacional de Cinéfilos
| Año  | Categoría            | Película         | Resultado | Referencias |
| ---- | -------------------- | ---------------- | --------- | ----------- |
| 2019 | Mejor guion original | La favorita      | Nominado  | [ 26 ]      |
| 2024 | Mejor guion adaptado | Pobres criaturas | Nominado  | [ 27 ]      |